# Horst Steffen
Horst Steffen (* 3. März 1969 in Lank-Latum, Meerbusch) ist ein deutscher Fußballtrainer und ehemaliger Fußballspieler.

## Karriere als Spieler

### FC Bayer 05 Uerdingen
Steffen spielte bereits ab 1975 im Nachwuchsbereich von Bayer 05 Uerdingen und gewann mit der A-Jugendmannschaft um Marcel Witeczek und Ansgar Brinkmann die deutsche Meisterschaft 1987. 1988 begann der Mittelfeldspieler seine Profikarriere in Uerdingen. Für die Krefelder bestritt er von 1988 bis 1991 90 Bundesligaspiele.

### Borussia Mönchengladbach
1991 wechselte Steffen für zwei Spielzeiten zu Borussia Mönchengladbach, für die er in 24 Pflichtspielen auf dem Platz stand. Sein einziges Tor erzielte er dabei im DFB-Pokal 1992/93. In seinem zweiten Jahr kam er unter Trainer Jürgen Gelsdorf nur zu zwei Bundesligaeinsätzen, der im November 1992 verpflichtete Neu-Trainer Bernd Krauss setzte gar nicht mehr auf den jungen Mittelfeldspieler. Daraufhin wechselte Steffen 1993 zurück zu Bayer 05 Uerdingen.

### MSV Duisburg
Nach drei weiteren Jahren in Uerdingen unterschrieb er 1996 einen Vertrag beim MSV Duisburg. Hier spielte Steffen drei Jahre in der Bundesliga (36 Spiele) und nach dem Abstieg drei Jahre in der Zweiten Liga, in der er für den MSV insgesamt 40-mal auf dem Platz stand, aber ohne Tor blieb.
Insgesamt spielte Steffen 207-mal in der Bundesliga, erzielte 16 Tore und stand 75-mal in der zweiten Liga auf dem Platz, wo er sieben Tore erzielte.

## Karriere als Trainer
Im Anschluss an seine Profizeit war Steffen Trainer des Landesligisten SC Kapellen-Erft und stieg mit diesem in der Saison 2003/04 in die Verbandsliga Niederrhein auf. Danach wurde er U-23-Trainer beim MSV und übernahm nach einem Jahr die U-19 für eine Spielzeit. In der Saison 2009/10 war er U-17-Übungsleiter bei Borussia Mönchengladbach. Zum 1. Juli 2010 übernahm er die U-19-Mannschaft von Borussia Mönchengladbach. Am 30. September 2013 verpflichtete ihn der Drittligist Stuttgarter Kickers als neuen Cheftrainer. Er erhielt einen bis zum 30. Juni 2015 gültigen Vertrag, dessen Laufzeit später verlängert wurde. Im November 2015 trennte sich der Verein nach einer Negativserie von Steffen und präsentierte Tomislav Stipić als Nachfolger.
Am 24. Dezember 2015 gab der SC Preußen Münster bekannt, dass Steffen den Posten des Cheftrainers übernehmen werde. Er erhielt einen bis zum 30. Juni 2017 gültigen Vertrag und wurde am 4. Oktober 2016 wegen Erfolglosigkeit vorzeitig freigestellt. Zur Spielzeit 2017/18 wurde er vom Chemnitzer FC verpflichtet und am 2. Januar 2018 nach einer Überwinterung der Mannschaft auf einem Abstiegsplatz beurlaubt.

### SV Elversberg
Am 29. Oktober 2018 trat Steffen bei der SV Elversberg die Stelle als Cheftrainer an, nachdem sich der in der viertklassigen Regionalliga Südwest antretende saarländische Verein vom bisherigen Amtsinhaber Roland Seitz getrennt hatte. Mit dem Klub gewann er in der Spielzeit 2021/22 vor dem SSV Ulm 1846 und Kickers Offenbach die Meisterschaft und stieg in die 3. Liga auf. In der folgenden Saison 2022/23 gelang dem Team unter seiner Führung mit Platz 1 der direkte Durchmarsch in die zweite Liga. Nach der ersten Zweitliga-Saison 2023/24 belegte die Mannschaft von Horst Steffen mit 43 Punkten den 11. Platz.
Die Saison 2024/25 schloss die Mannschaft von Horst Steffen mit einem überragenden dritten Tabellenplatz ab, scheiterte jedoch in der Relegation zur Bundesliga am 1. FC Heidenheim. Während seiner Zeit in Elversberg wurde Steffen durch die offensive Spielweise seiner Mannschaft und der Entwicklung junger Spieler, wie etwa Nick Woltemade, Paul Wanner, Fisnik Asllani, Muhammed Damar und Elias Baum, bekannt. Horst Steffen stand in 257 Pflichtspielen an der Seitenlinie der SV Elversberg.

### Werder Bremen
Zur Saison 2025/26 übernahm Steffen den Bundesligisten Werder Bremen als Nachfolger von Ole Werner.

## Titel
- Deutscher Drittligameister und Aufstieg in die 2. Bundesliga: 2023 (SV Elversberg)
- Meister der Regionalliga Südwest und Aufstieg in die 3. Liga: 2022 (SV Elversberg)
- Saarlandpokalsieger (4): 2020, 2021, 2022, 2023 (alle SV Elversberg)

## Privates
Horst Steffen ist der Sohn des ehemaligen Nationalspielers Bernhard Steffen. Nach der Mittleren Reife absolvierte er eine Ausbildung zum Sozialversicherungsfachangestellten.